# Альбер Кюні
Альбер Луї Марі Кюні (фр. Albert Louis Marie Cuny, 16 травня 1869 — 21 травня 1947) — французький мовознавець, відомий завдяки працям з порівняння індоєвропейських та семітських мов і своєму внескові в ларингальну теорію.

## Біографія
Був учнем французького індоєвропеїста Антуана Мейє . З 1910 року до формального виходу на пенсію в 1937 році був викладачем латини та порівняльної граматики в Університеті Бордо . Проте він продовжував викладати в університеті санскрит аж до самої смерті . Був членом-кореспондентом Академії написів та красного письменства (Académie des inscriptions et belles-lettres) .
Еміль Бенвеніст описує роль Кюні в розвитку ларингальної теорії так:
Передумовою всіх індоєвропейських реконструкцій було геніальне відкриття Ф. Соссюром консонатного характеру фонеми  ə. Визнана і розвинена далі Меллером, Педерсеном та Кюні ця теорія може вважатися сьогодні твердо встановленою завдяки проникливості Куриловича, який зумів розпізнати в хеттскому  ḫ  два з трьох різновидів індоєвропейського  Ə

## Вибрані праці
- 1914. "Notes de phonétique historique. Indo-européen et sémitique. " Revue de phonétique 2:101-132.
- 1924.  Etudes prégrammaticales sur le domaine des langues indo-européennes et chamito-sémitiques. Paris: Champion.
- 1924, co-authored with Michel Féghali.  Du genre grammatical en sémitique. Paris: Geuthner.
- 1943.  Recherches sur le vocalisme, le consonantisme et la formation des racines en «nostratique», ancêtre de l'indo-européen et du chamito-sémitique. Paris: Adrien Maisonneuve.
- 1946.  Invitation à l'étude comparative des langues indo-européennes et des langues chamito-sémitiques. Bordeaux: Brière.